# Oleg Konsztantyinovics Popov
Oleg Konsztantyinovics Popov (oroszul: Олег Константинович Попов) (Virubovo, 1930. július 31. – Rosztov-na-Donu, 2016. november 2.) szovjet cirkuszművész, bohóc.
1930. július 31-én született a Moszkvai területen fekvő Virubovo faluban egy órakészítő fiaként. Tanulmányait a Moszkvai Cirkusziskolában végezte mint bohóc, kötéltáncos és zsonglőr. A 20. század második felének legnépszerűbb bohóca volt a Szovjetunióban. Példaképe és inspirálója  Charlie Chaplin és Heinz Rühmann volt.
Több kitüntetés birtokosa, többek között az 1981-es Monte-carlói Nemzetközi Cirkuszfesztiválon megkapta a bohócok Oszkár-díját, az Arany Bohóc-díjat. 1991-től Németországban élt és Happy Hans néven lépett fel.

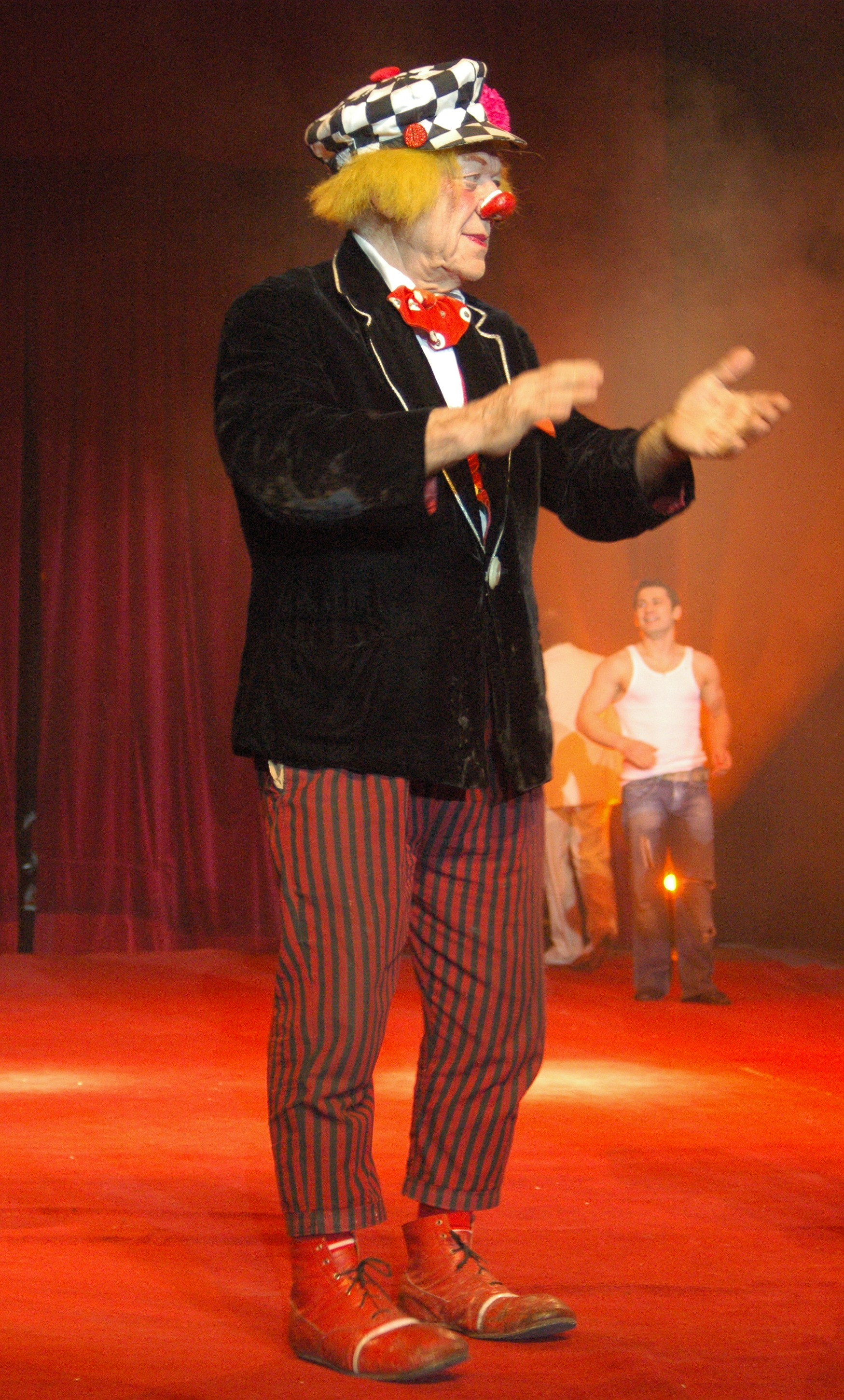